# 蒂希納市鎮
蒂希納市鎮（斯洛維尼亞語： 發音：[ˈtiːʃina]），是斯洛維尼亞東北部傳統普雷克穆列地區的一個市镇，行政中心为蒂希納。市镇面积为38.8平方公里，2018年人口数量为3,961人。該市鎮於1994年成立。

## 聚居地
除行政中心蒂希納之外，該市鎮還包括如下聚居地：
- Borejci
- Gederovci
- Gradišče
- Krajina
- Murski Črnci
- Murski Petrovci
- Petanjci
- Rankovci
- Sodišinci
- Tropovci
- Vanča Vas

## 外部連結
- 官方网站  （斯洛文尼亚文）
- Municipality of Tišina on Geopedia （页面存档备份，存于）